# Lithacodia ruvida
Lithacodia ruvida là một loài bướm đêm trong họ Noctuidae.